# فرودگاه فلایینگ کا رانچ
فرودگاه فلایینگ کا رانچ (به انگلیسی: Flying K Ranch Airport) یک فرودگاه PR است که یک باند فرود چمن و شن دارد و طول باند آن ۵۱۸ متر است. این فرودگاه در کشور ایالات متحده آمریکا قرار دارد و در ارتفاع ۱۰۶ متری از سطح دریا واقع شده است.